# Mario Scaccia
Mario Scaccia né à Rome le 26 décembre 1919 et mort dans la même ville le 26 janvier 2011 est un écrivain et acteur italien.

## Biographie
Mario Scaccia est né à Rome, est le fils d'un peintre. Lors de la Seconde Guerre mondiale il est recruté dans l'armée en tant qu'officier en Sicile.  Fait prisonnier par l'armée américaine, i est emmené au Maroc, où il reste trois ans.  En 1945, il revient à Rome, où il abandonne ses études en pédagogie et s'inscrit à l'Académie nationale d'art dramatique Silvio D'Amico. En 1946, il commence à apparaître sur scène, généralement comme acteur de genre. En 1961, au théâtre, Mario Scaccia a créé avec Valeria Moriconi, Franco Enriquez et Glauco Mauri, la «  Compagnia dei Quattro » (Compagnie des Quatre) qui remporte un succès critique et commercial, .Parallèlement, Scaccia devient un acteur de caractère prolifique dans les films, les séries télévisées et les radios dramatiques,.
Mario Scaccia est aussi un auteur et un poète. Ses œuvres comprennent plusieurs autobiographies.  Il est mort à Rome à 91 ans, à la suite de complications d'une intervention chirurgicale.

## Filmographie partielle
- 1952 : La fiammata, de Alessandro Blasetti
- 1954 : 
  - Quelques pas dans la vie (Tempi nostri), de Alessandro Blasetti
  - Dommage que tu sois une canaille (Peccato che sia una canaglia), de Alessandro Blasetti
- 1956 : 
  - Una pelliccia di visone, de Glauco Pellegrini
  - La Chance d'être femme (La fortuna di essere donna), de Alessandro Blasetti
- 1960 : 
  - Il était trois flibustiers (I moschettieri del mare), de Steno
  - Femmine di lusso, de Giorgio Bianchi
  - La Vengeance des Barbares (La vendetta dei barbari), de Giuseppe Vari : Honorius, empereur d'Occident
  - Il vigile, de Luigi Zampa  (non crédité)
  - L'Homme aux cent visages (Il mattatore), de Dino Risi
  - Robin des Bois et les Pirates (Robin Hood e i pirati), de Giorgio Simonelli
- 1961 : 
  - Giorno per giorno disperatamente, de Alfredo Giannetti
  - A porte chiuse, de Dino Risi
  - La Fureur d'Hercule  (Ursus), de Carlo Campogalliani
- 1962 :  Le sette spade del vendicatore, de Riccardo Freda
- 1963 :
  - Avventura al motel, de Renato Polselli
  - Gli imbroglioni, de Lucio Fulci
- 1964 :  
  - Frénésie d'été, de Luigi Zampa
  - Oltraggio al pudore, de Silvio Amadio
  - Amore facile, de Gianni Puccini
- 1966 : 
  - Une vierge pour le prince  (Una vergine per il principe), de Pasquale Festa Campanile
  - Moi, moi, moi et les autres  (Io, io, io... e gli altri), de Alessandro Blasetti
- 1967 : À chacun son dû (A ciascuno il suo), de Elio Petri
- 1969 :Casanova, un adolescent à Venise (Infanzia, vocazione e prime esperienze di Giacomo Casanova, veneziano), de Luigi Comencini
- 1971 : Per grazia ricevuta, de Nino Manfredi
- 1972 : 
  - Il generale dorme in piedi, de Francesco Massaro
  - Meo Patacca, de Marcello Ciorciolini
  - La calandria, de Pasquale Festa Campanile
- 1972 : Les Évasions célèbres, épisode Benvenuto Cellini :  Le châtelain
- 1972 : Les Évasions célèbres, épisode Le Condottiere Bartolomeo Colleoni : Duc Philippe Marie Visconti
- 1973 : La propriété, c'est plus le vol  (La proprietà non è più un furto), de Elio Petri
- 1974 : 
  - L'Antéchrist (L'anticristo), de Alberto De Martino
  - Il profumo della signora in nero de  Francesco Barilli
  - Le farò da padre, de Alberto Lattuada
- 1975 : En 2000, il conviendra de bien faire l'amour   (Conviene far bene l'amore), de Pasquale Festa Campanile
- 1976 : 
  - Un amore targato Forlì, de Riccardo Sesani
  - Attenti al buffone, de Alberto Bevilacqua
  - Lezioni di violoncello con toccata e fuga, de Davide Montemurri
  - La Grande Bagarre  (Il soldato di ventura), de Pasquale Festa Campanile
  - Signore e signori, buonanotte, de Luigi Comencini, Nanni Loy, Luigi Magni, Mario Monicelli et Ettore Scola
- 1977 : 
  - Black Journal   (Gran bollito), de Mauro Bolognini
  - Enquête à l'italienne   (Doppio delitto), de Steno
- 1978 : Eutanasia di un amore, de Enrico Maria Salerno
- 1983 : Occhio, malocchio, prezzemolo e finocchio, de Sergio Martino
- 1984 : Il mistero del morca, de Marco Mattolini
- 1985 : Juke box, de Carlo Carlei, Enzo Civitareale, Sandro De Santis, Antonio Luigi Grimaldi, Valerio Jalongo, Daniele Luchetti et Michele Scura
- 1987 : Selon Ponce Pilate  (Secondo Ponzio Pilato), de Luigi Magni
- 1992 : In camera mia, de Luciano Martino
- 1999 : 
  - Ferdinando e Carolina, de Lina Wertmüller
  - Voglio stare sotto al letto, de Bruno Colella
- 2001 : Gabriel, de Maurizio Angeloni
- 2003 : Cuori perduti, de Teresio Spalla

## Publications
- Per amore di una rima, (présentation Maria Luisa Spaziani), Persiani Editore.  (ISBN 9788896013243)
- Interpretando la mia vita. Il mio teatro, i miei personaggi, la mia storia, Persiani Editore.  (ISBN 9788896013038)
- Io e il teatro, Trevi Editore, 1978.
- La verità inventata. Del mestiere dell'arte dell'attore, a cura di Enzo Giannelli, Edizioni Don Chisciotte, 1989.
- Il Diario dell'Anima, Cappelli Editore, 1969.